# Anthonyho ostrov
Anthonyho ostrov (zvaný také Skung Gwaii) je ostrov nacházející se severně od Vancouveru v Kanadě. Na tomto ostrově se nachází vesnice Nunsting, která byla opuštěná v 19. století. Dochovaly se zde zbytky 10 domů z cedrového dřeva a 32 totemovými sloupy. Místo bylo někdejší centrum života 300 obyvatel z národa Haida.

## Místní obyvatelstvo
Nunsting obývali Haidové asi 2000 let. Už krátce po prvním evropském prozkoumání tichomořského pobřeží dorazili koncem 18. století na severopacifické ostrůvky při svých prvních cestách evropští mořeplavci a kupci. Obchod byl výnosný a Nunsting prožil období rozkvětu. Stále znovu docházelo však mezi indiány a obchodníky s kožešinami ke krvavým potyčkám, které si vyžádaly hlavně mezi indiány početné oběti. Haidy kosily dovlečené choroby, proti nimž neměli žádné obranné prostředky. V následné době počet vesničanů neustále klesal, až koncem 19. století opustili ostrov poslední z nich. Po prvním kontaktu s bělochy ocitly se „první národy“, jak se dnes říká původním obyvatelům Severní Ameriky, tváří v tvář zániku své kultury. Zatlačoval je tlak evropského přistěhovalectví a byli odsouzeni k hospodářské závislosti, a tak je po desetiletí postihoval úděl sotva viditelné menšiny bez politického vlivu. V posledních letech se však „první národy“ dovolávají sebevědomě svých tradičních práv na půdu, která zatím aspoň částečně uznala i kanadská vláda.

## Historie
- asi 5000 př. Kr. osídlení ostrovů královny Charloty prokázané nálezy klínů a úlomků.
- 1774 návštěva Juana Péreze Hernandeze.
- 1778 návštěva kapitána Jamese Cooka při jeho třetí plavbě kolem světa.
- kolem 1880 opuštění Nunstingu, kdy posledních 25 obyvatel opustilo vesnici.